# Inkubator (laboratorieutrustning)

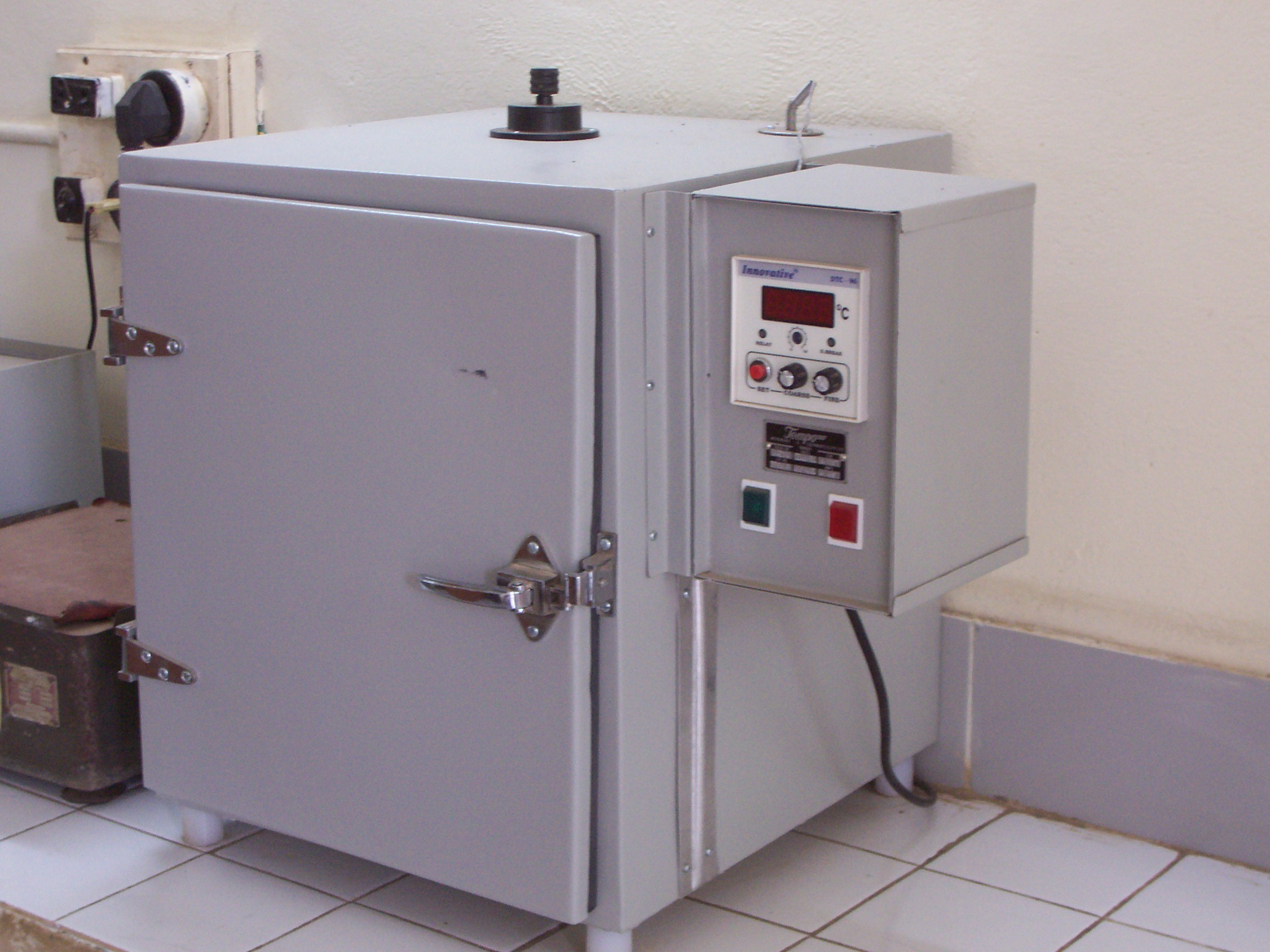
En bakteriologisk inkubator

En inkubator är ett mer avancerat värmeskåp med till exempel reglerbar luftfuktighet och koldioxidhalt. Inkubatorer används för cellodlingar eller odling av mikrobiologiska kulturer.

## Historia
De första inkubatorerna användes i forntida Egypten för 3000 år sedan. Syftet med dessa var att artificiellt inkubera ägg och kläcka kycklingar. Inkubatorerna byggdes med lersten och innehöll små utrymmen där halm, träkol och andra bränslen förbrändes. Värmen som frigjordes vid förbränningen försåg äggen, som befann sig under utrymmena, med värmeenergi. Liknande inkubatorer användes i Kina för över 2000 år sedan. Precis som egyptiernas inkubatorer bestod de av lersten och användes för att inkubera ägg.

### Inkubatorer under 1800-talet
Forskning kring den ideala miljön för att underhålla cellodlingar in vitro påbörjades. Den första luftmantlade koldioxid-inkubatorn framställdes. Denna bestod av en glaskupa som innehöll ett tänt stearinljus. En mikrobiologisk kultur sattes under kupans lock, nära det tända ljuset och hela kupan placerades därefter i en torr och uppvärmd ugn.

### Inkubatorer under det senare 1900-talet
De första kommersiella koldioxid-inkubatorerna började framställas under den senare delen av 1960-talet. Flera olika varianter av inkubatorn introducerades under denna tid. Den kylda, skakande inkubatorn, den skakande inkubatorn med en kontrollpanel och det skakande vattenbadet är alla exempel på sådana varianter. 1984 introducerades en ny och innovativ inkubator som hade en värmd ytterdörr, en varmluftsmantlad design och fem värmeelement som var placerade på så vis att det var en jämn temperatur i hela inkubatorn. Under den senare delen av 1990-talet framställdes den första kompakta inkubatorn med Peltier-teknik. Dessa inkubatorerna kunde både värma och kyla.

### Inkubatorer under det tidiga 2000-talet
2001 patenterades ett kontrollsystem för stabilisering av omgivningstemperaturen i inkubatorer. Detta gjorde det möjligt att hålla temperaturen inuti inkubatorer inom ett visst intervall. 2003 påbörjades en världsomspännande distribution av en ny variant av koldioxid-inkubatorer. Dessa saknade fläkt och sände istället ut värme direkt i inkubatorn. De nya inkubatorerna hade de mest utvecklade koldioxid-mätarna och vägde dessutom betydligt mindre än sina föregångare. Samma år introducerades en ny inkubator som kunde garantera en betydligt mer jämn temperatur. Detta uppnåddes genom att flera inkubationskammare staplades ovanpå varandra. Alla dessa kammares temperaturer kunde kontrolleras med hjälp av ett enda elektroniskt temperaturkontrollsystem. 2009 släpptes den första inkubatorn med världens snabbaste väteperoxid-sterilisering. Denna inkubatorn sågs som den nya standarden inom inkubations-teknologi.

## Användning

### Inkubatorer inom embryonal forskning
Inkubatorer används vid in vitro-fertilisering. Här är deras roll att se till att embryot befinner sig i en miljö som är väl anpassad efter vad embryot behöver för en optimal utveckling. Således innebär det att inkubatorn behöver reglera bland annat luftfuktighet, temperatur och gaskoncentration. Att kunna bibehålla en lagom luftfuktighet i inkubatorn är viktigt vid in vitro-fertilisering eftersom för mycket av vätskan i kulturmediet annars hade förångats. Detta leder i sin tur till en ökning i osmolalitet, vilket hade skadat embryot under dess utveckling. Reglering av temperaturen är av betydelse eftersom den bland annat påverkar ett embryos metabolism och stabiliteten hos ett embryos kärnspole. Gaskoncentrationen, i synnerhet koncentrationen koldioxid, i inkubatorn är en väsentlig variabel. Koldioxiden påverkar kulturmediets pH, vilket i sin tur har stor inverkan på embryots utveckling. Att kunna variera koncentrationen syrgas är också viktigt. En lägre koncentration syrgas har nämligen en positiv inverkan på ett embryos mognande.